# Complot de Southampton

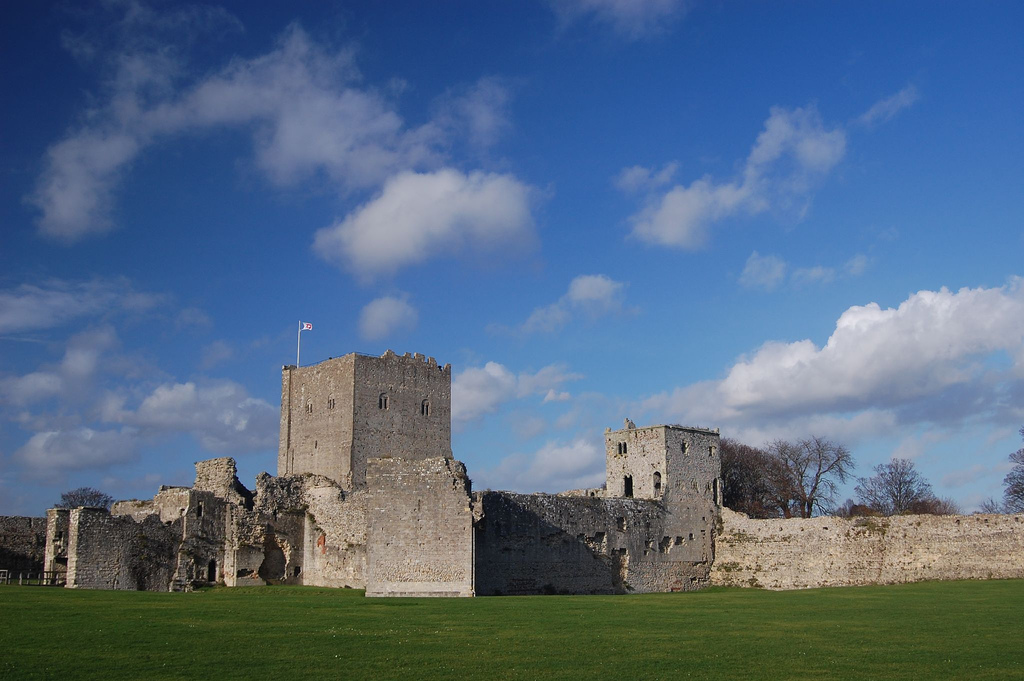
Le château de Portchester, où le complot fut révélé à Henri V.

Le complot de Southampton est un complot mené en 1415 contre le roi Henri V d'Angleterre dans le but de le remplacer par Edmund Mortimer, 5e comte de March.

## Le complot
Mortimer était l'arrière-petit-fils de Lionel d'Anvers, le deuxième fils du roi Édouard III, et sa revendication au trône était supérieure à celle d'Henri V, dont le grand-père paternel Jean de Gand était le troisième fils d'Édouard III. De plus, Edmund Mortimer avait été désigné héritier du trône d'Angleterre par Richard II en 1398. La déposition de Richard en 1399 et l'avènement d'Henri IV, père d'Henri V, avait cependant changé les perspectives.
Les trois meneurs présumés du complot étaient Richard de Conisburgh, 3e comte de Cambridge et beau-frère de Mortimer, Henry Scrope, 3e baron Scrope de Masham (dont l'oncle Richard le Scrope avait été exécuté pour sa participation à une révolte en 1405 qui avait également pour but de soutenir Mortimer) et sir Thomas Grey de Heton.

## Exécution des conjurés
Mortimer informa Henri V du complot le 31 juillet 1415, affirmant qu'il venait juste d'en prendre connaissance. Cambridge, Scrope et Grey furent immédiatement arrêtés. Le procès se tint à Southampton, là où se trouve actuellement le pub Red Lion. Les conjurés furent accusés de conspiration et de tentative de meurtre contre Henri à Southampton avant son embarquement pour la France. Cambridge et Scrope furent décapités le 5 août ; Thomas Grey avait déjà été exécuté le 2 août. Henri embarqua ensuite pour la France le 11 août afin d'y mener le siège de Harfleur.
L'implication de Scrope a surpris les sources contemporaines et suscite encore l'interrogation des historiens, car il était un favori du roi. L'historien anglais Ian Mortimer affirme que Scrope s'était impliqué dans la conspiration afin de connaître les intentions des conjurés et ensuite la révéler au roi, comme Édouard d'York, le frère de Cambridge, l'avait fait lors du soulèvement de l'Épiphanie contre Henri IV en 1400, mais qu'il avait été devancé par Edmond Mortimer. Pugh prouve cependant que Scrope n'avait jamais avoué cette intention lors de son procès. Pugh déclare également « qu'il n'y avait pas de complot en 1415 destiné à assassiner Henri V et ses trois frères et que l'accusation de trahison avait été fabriquée afin que Cambridge, Grey et Scrope n'échappent pas à la peine de mort pour les offenses qu'ils avaient indiscutablement commises ».

## Suites
À la mort d'Édouard d'York, 2e duc d'York, tué à la bataille d'Azincourt le 25 octobre 1415, le fils de Cambridge, Richard Plantagenêt, hérite du titre de duc d'York, qui lui sera officiellement rétrocédé en 1425, après la mort d'Henri V. À la mort de son oncle maternel Mortimer en 1425, Richard hérite de sa revendication au trône et essaie de détrôner le roi Henri VI, ce qui conduit à la guerre des Deux-Roses.

## Postérité
Ce complot apparaît ostensiblement dans la pièce de William Shakespeare Henry V comme un complot financé par la France.